# Ruta de Illinois 8
La Ruta de Illinois 8, y abreviada IL 8 (en inglés: Illinois Route 8) es una carretera estatal estadounidense ubicada en el estado de Illinois. La carretera inicia en el oeste desde la IL 97     en Maquon hacia el este en la US 24  , US-Bus 24   en Washington. La carretera tiene una longitud de 73,2 km (45.51 mi).

## Mantenimiento
Al igual que las autopistas interestatales, y las rutas federales y el resto de carreteras estatales, la Ruta de Illinois 8 es administrada y mantenida por el Departamento de Transporte de Illinois por sus siglas en inglés IDOT.